# Zdymadlo Pardubice

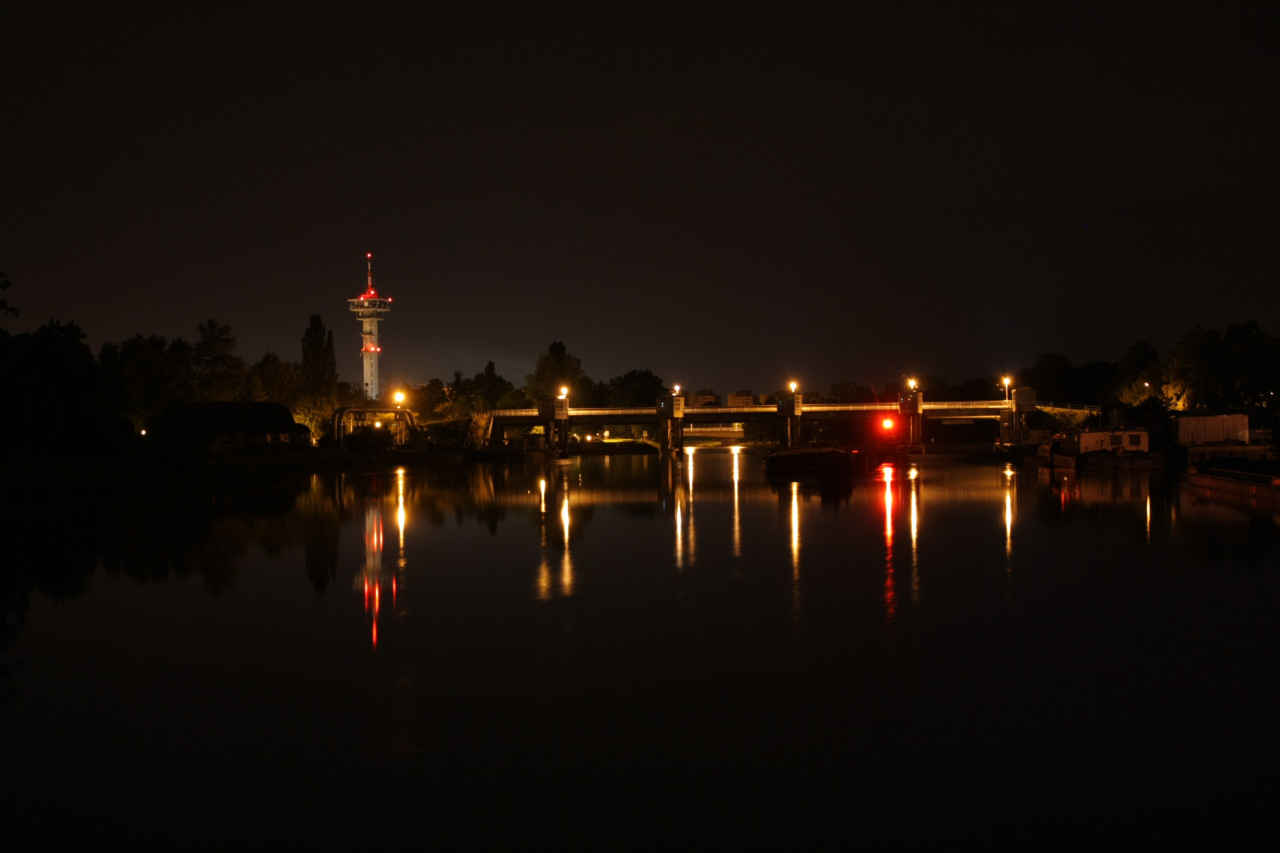
Zdymadlo Pardubice v roce 2011

Zdymadlo Pardubice je vodní dopravní stavba v úseku Střední Labe řeky Labe, které je ve správě státního podniku Povodí Labe. Je umístěno na 130,783 říčním kilometru (967,44 km jednotné říční kilometráže)
.

## Historie
Práce na stavbě jezu a plavební komory byly zahájeny v listopadu 1964. Vzhledem k dodatečnému rozhodnutí o výstavbě přilehlé hydroelektrárny bylo celé zdymadlo dokončeno až v srpnu roku 1974. Vlastní elektrárna pak byla spuštěna až roku 1978. Tento stupeň je dosud plavebně izolován od labské vodní cesty. Změna by měla nastat až po výstavbě nového stupně pod Přeloučí.

## Jednotlivé části zdymadla

### Jez
Jez je tvořen třemi poli světlosti 18 m hrazenými zdvižnými skříňovými tabulemi s nasazenými dutými klapkami. Celková hrazená výška je 4,10 m, z toho klapka hradí 1,30 m a tabule 2,80 m. Hradicí konstrukce dosedá na betonový Jamborův práh na kótě 213,20 m n. m. Nominální vzdutá hladina je 217,30 m n. m.

### Malá vodní elektrárna

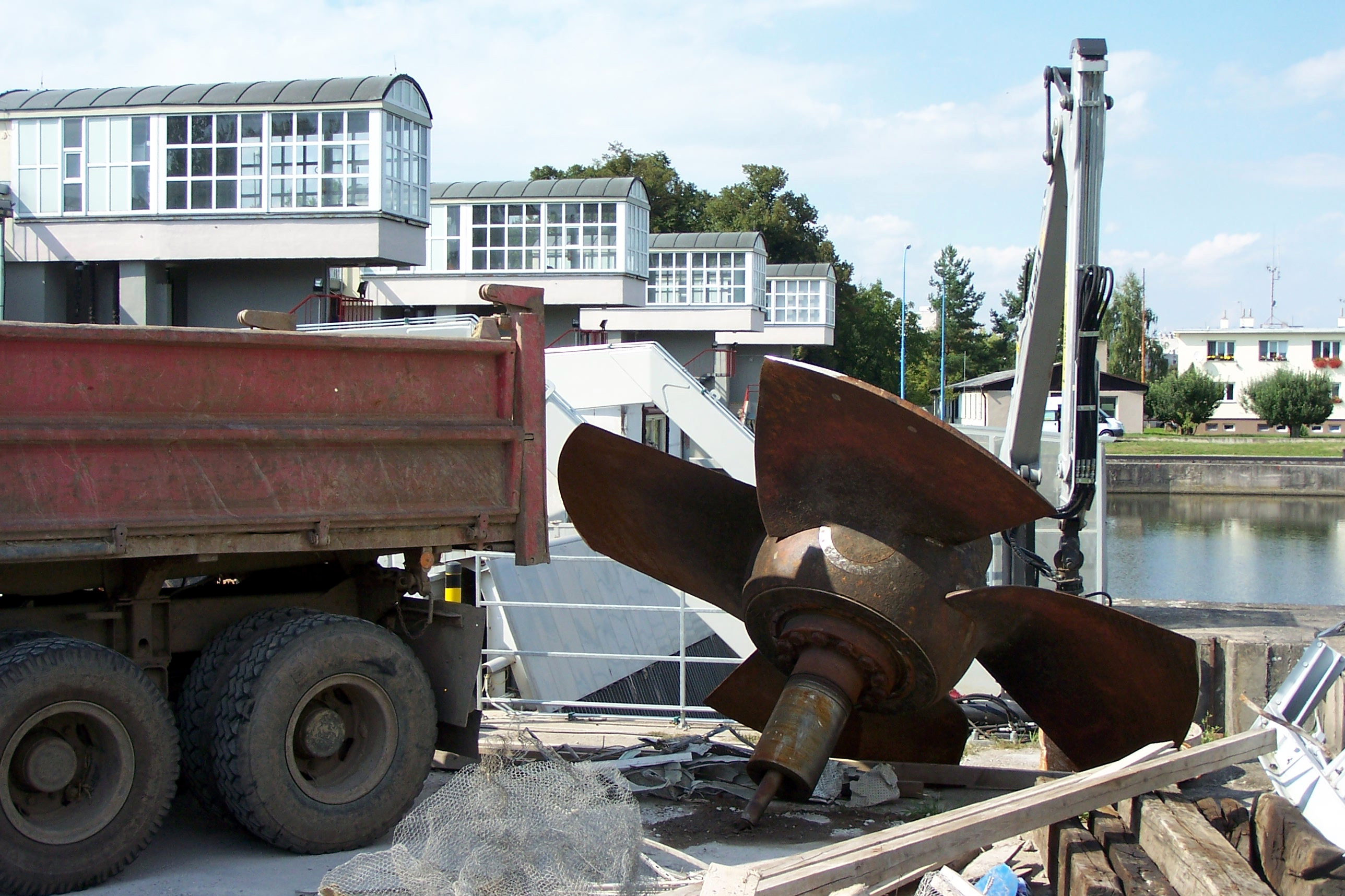
Části malé vodní elektrárny během rekonstrukce, 2011

Pardubická malá vodní elektrárna byla do provozu uvedena v roce 1978. Nachází se u levého břehu se strojovnou krytou v úrovni okolního terénu. U vtoku do MVE jsou instalovány Česle s automatickým odhrabováním. V MVE je instalována jedna přímoproudá Kaplanova turbína kolenového typu s pevným rozvaděčem. Při spádu 3,9 m a hltnosti 62 m³/s dosahuje výkonu 1,93 MW. Výkon turbíny je řízen podle průtoku řekou automatickou regulací horní hladiny. MVE je vedena jako bezobslužná.
Pardubická vodní elektrárna byla první elektrárnou s velkým horizontálním turbosoustrojím a jako takovou ji provázela řada technických obtíží. Provozní spolehlivost se podařilo zlepšit rekonstrukcí provedenou v letech 1998–2001 – upraveny byly elektročásti, rychlouzávěr, mazání ložisek turbosoustrojí a chlazení technologie. Dle vyjádření provozovatele elektrárna přesto dosahuje pouze 65 % plného výkonu (maximální hltnost je na hranici 51 m³/s a její výkon se pohybuje maximálně okolo 1250 kW). Na přelomu let 2011/12 byla provedena komplexní rekonstrukce a modernizace malé vodní elektrárny. Pomocí devadesátitunového mobilního jeřábu byl usazen nový generátor o hmotnosti 12 tun a rozvaděč turbíny, který má hmotnost 26,5 tun. Účelem rekonstrukce je zvýšení výkonu MVE o až 10 %.

### Plavební komora

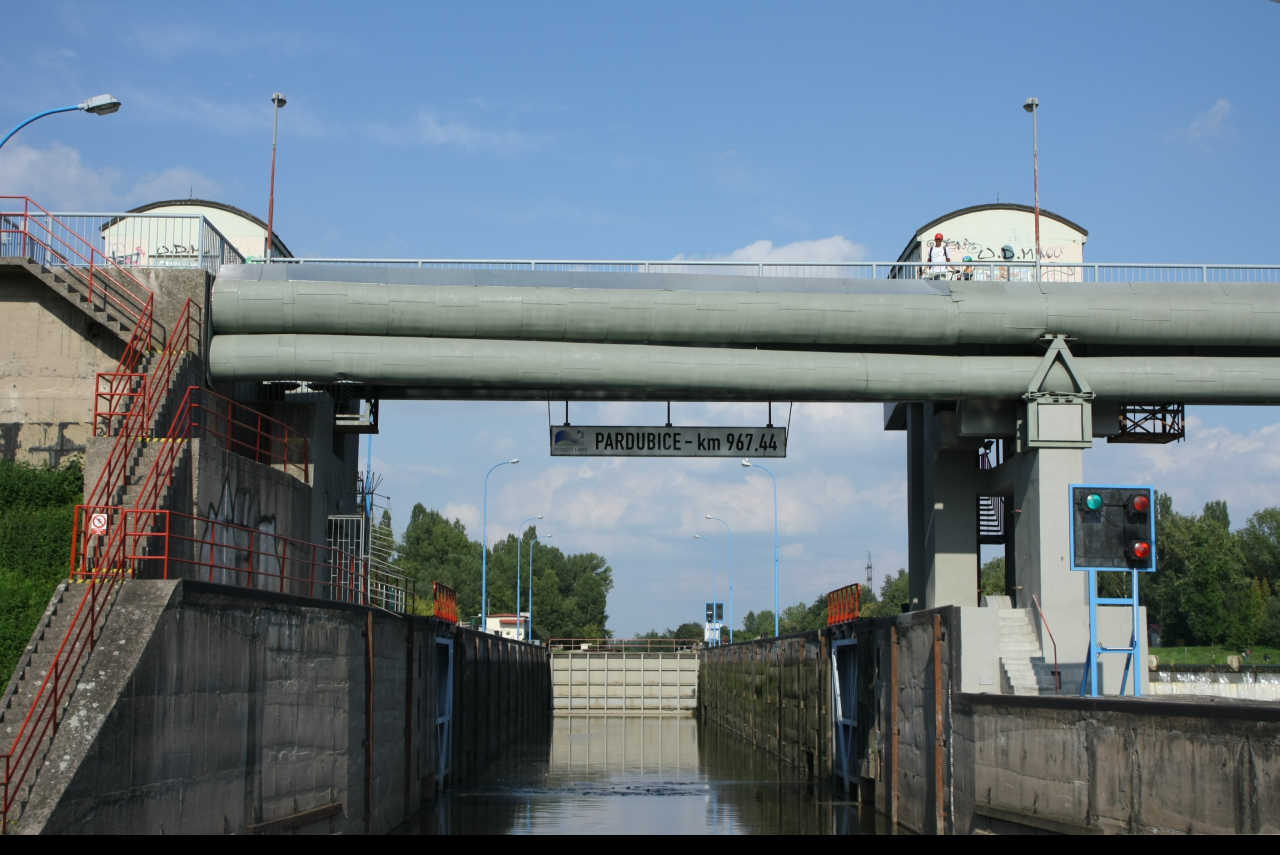
Vjezd do plavební komory od spodního ohlaví

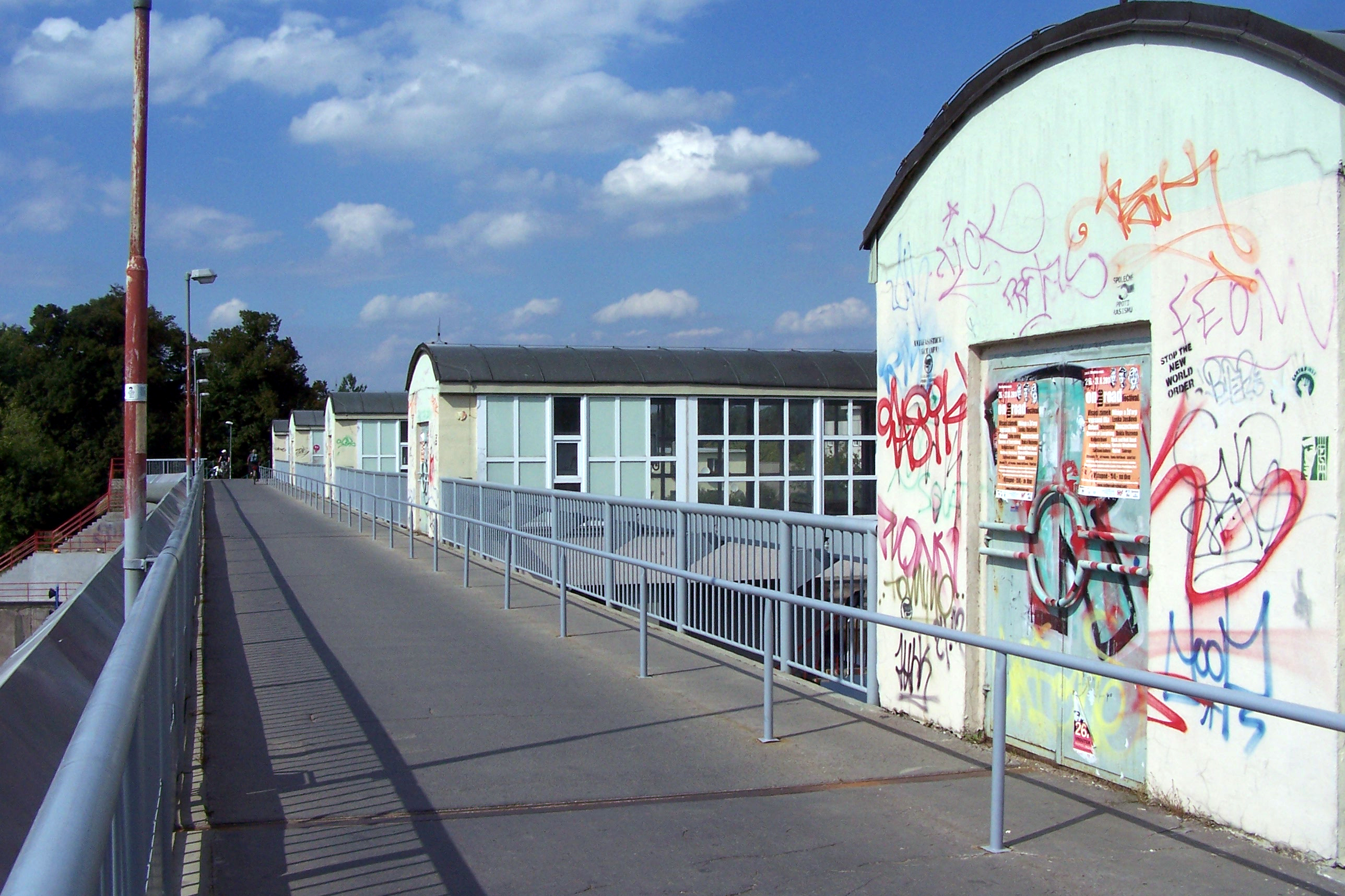
Pěší lávka (pohled směrem na Polabiny)

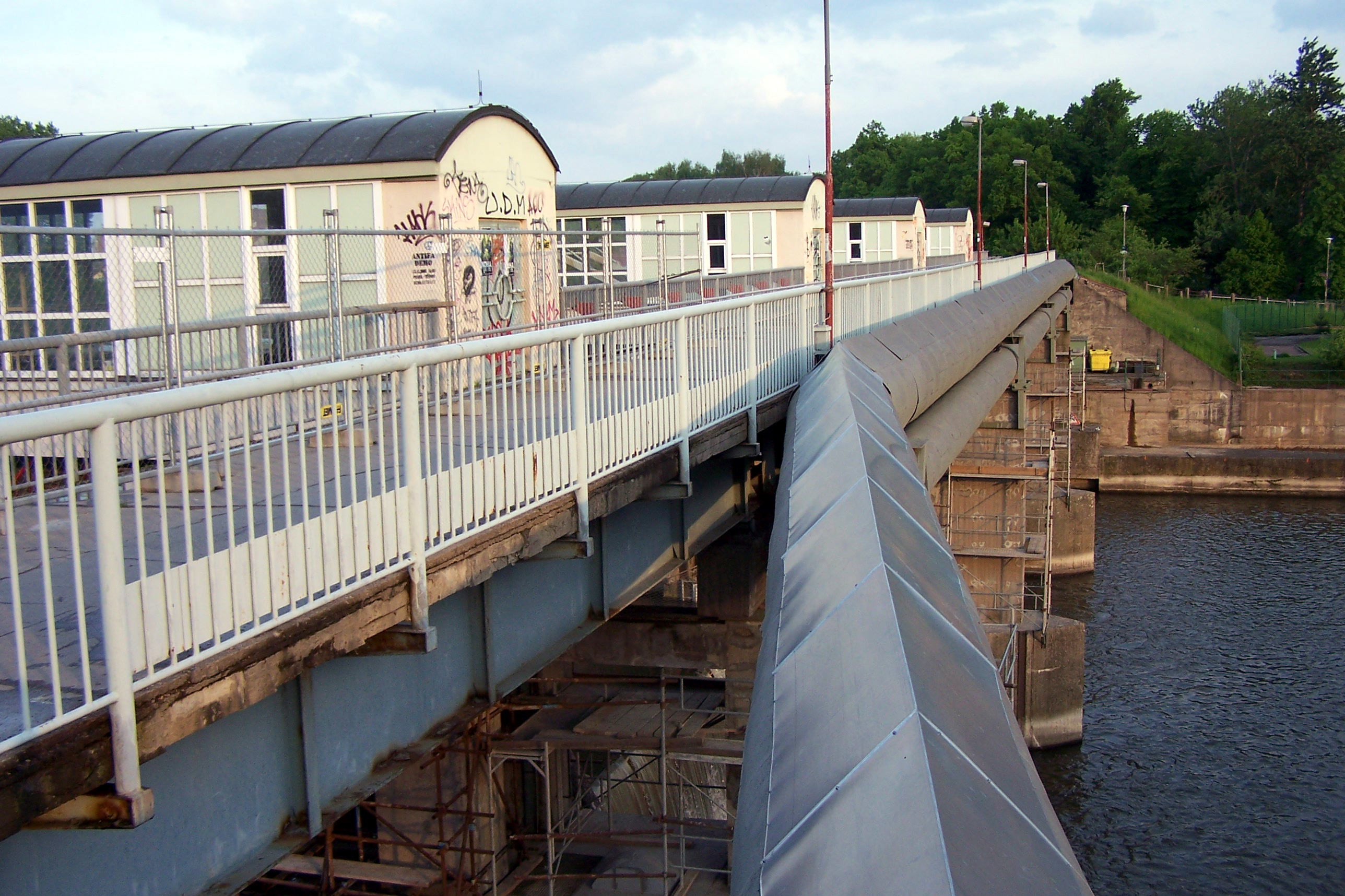
Pěší lávka (pohled směrem na Pardubice)

Jednolodní plavební komora je umístěna u pravého břehu. Má užitnou délku 85 m a šířku 12 m, hloubku nad záporníkem 3,5 m. Konstrukce je řešena jako monolitický polorám založený na kótě 208,60 m n. m., s úrovní dna 209,90 a koruny zdí 218,50 m n. m. V horním ohlaví jsou poklopová vrata Čábelkova typu pro přímé plnění plavební komory, dolní vrata jsou vzpěrná.

### Pěší lávka
Součástí zdymadla je i volně přístupná lávka pro pěší.